# Ebru Ceylan
Ebru Ceylan (Ancara, 26 de Janeiro de 1976) é uma atriz, roteirista e fotógrafa turca. É casada com o diretor de cinema e ator Nuri Bilge Ceylan, com quem tem escrito e atuado em várias produções.

## Biografia e carreira
Ebru Yapıcı nasceu na cidade de Ancara e estudou produção de cinema e televisão na Universidade de Mármara e na Universidade de Belas Artes Mimar Sinan. Os Ceylan protagonizaram o filme dramático do ano 2006 Os climas, o qual também escreveram juntos, iniciando uma colaboração que incluiria outras produções como Üç maymun (2008), Era uma vez em Anatolia (2011) e a vencedora da Palma Dourada Sonho de inverno (2014).
Nuri Bilge descreveu a sua cooperação escrevendo histórias para filmes, a qual Ebru finalizou depois de Sonho de inverno, afirmando: "Como ela é minha esposa, tem direito a dizer qualquer coisa. Brigamos muito na realidade, às vezes até de madrugada, mas é muito útil".  Com A pereira silvestre de 2018, o casal retomou a sua colaboração. Por Sonho de verão, Ebru recebeu uma nomeação para um Prémio do Cinema Europeu na categoria de melhor roteirista.

## Filmografia

### Actriz
- 2006 - Os climas
- 2002 - Uzak

### Roteirista
- 2018 - A pereira silvestre
- 2014 - Sonho de inverno[8]
- 2011 - Era uma vez em Anatolia[9]
- 2008 - Üç maymun
- 1998 - Kiyida (curta-metragem)